# راک کلیف پارک
راک کلیف پارک (انگلیسی: Rockcliffe Park) محله ای در راک کلیف وارد که نزدیک به مرکز اتاوا، انتاریو، کانادا است. در سال ۱۸۶۴ تأسیس شد، به عنوان دهکده پلیس در سال ۱۹۰۸، و یک دهکده مستقل از سال ۱۹۲۶، و در نهایت با بقیه اتاوا در ۱ ژانویه ۲۰۰۱ ادغام شد. از سال ۲۰۱۱، جمعیت آن ۲۰۲۱ نفر بود.